# موشه ابوتبول (بازیکن فوتبال)
موشه ابوتبول (عبری: משה אבוטבול؛ زادهٔ ۱۱ اوت ۱۹۸۴) بازیکن فوتبال در پست هافبک، هافبک اهل اسرائیل است.

## باشگاهی
از باشگاه‌هایی که در آن بازی کرده‌است می‌توان به هاپوئل ایرونی و هاپوئل اشکلون اشاره کرد.

## تیم ملی
وی همچنین در تیم‌های ملی فوتبال زیر ۱۹ سال اسرائیل و زیر ۲۱ سال اسرائیل بازی کرده‌است.